# 多賓斯海茨 (北卡羅萊納州)
多賓斯海茨（英語：Dobbins Heights）是一個位於美國北卡羅萊納州里奇蒙縣的城鎮。

## 人口
根據2020年美國人口普查的數據，多賓斯海茨的面積為2.29平方千米，皆為陸地。當地共有人口687人，而人口密度為每平方千米300人。